# Mapania richardsii
Mapania richardsii är en halvgräsart som beskrevs av Hendrik Uittien. Mapania richardsii ingår i släktet Mapania och familjen halvgräs. Inga underarter finns listade i Catalogue of Life.